# Чеглоков, Константин Аполлонович
Константин Аполлонович Чеглоков (Чоглоков) (11 (23) мая 1870 — декабрь 1941) — русский военно-морской деятель, капитан 1-го ранга.

## Биография
В службе с 1887 года. Окончил Морское училище (1890). Мичман (1890). Окончил курс в минном классе. Минный офицер 1-го разряда (1900).
До 9 февраля 1905 года был вахтенным начальником вспопогательного крейсера «Днепр». Участвовал в русско-японской войне, как старший минный офицер крейсера II ранга «Урал». В ходе Цусимского сражения 14 мая 1905 участвовал в подрыве поврежденного корабля, был спасен миноносцем «Грозный».
Старший офицер крейсера 2 ранга «Адмирал Корнилов» (1905—1906). Капитан 2-го ранга (6.12.1906). Старший офицер броненосного крейсера «Россия» (1906—1908). В 1908—1909 годах командовал миноносцем «Пронзительный», в 1909—1913 годах минным заградителем «Волга». 6 декабря 1912 произведен в капитаны 1-го ранга. Причислен к 1-му Балтийскому флотскому экипажу. В 1913—1915 годах командовал 2-м дивизионом подводных лодок Балтийского моря, дислоцированным в Ревеле.
Последняя известная должность — командир линейного корабля «Цесаревич» (27.04.1915—1917).
Был холост.
Умер в блокадном Ленинграде.

## Награды
- Орден Святого Станислава 2-й ст. с мечами (2.06.1905)
- Орден Святой Анны 2-й ст. (1909)
- Орден Святого Владимира 4-й ст. с бантом за 18 кампаний (22.09.1912)
- Орден Святого Владимира 3-й ст. (6.12.1914)
- Мечи к ордену Святой Анны 2-й ст. (31.03.1916)

Медали и знаки:
- Серебряная медаль в память царствования императора Александра III (1896)
- Золотой знак об окончании полного курса наук Морского кадетского корпуса (1910)
- Светло-бронзовая медаль в память 300-летнего юбилея царствования дома Романовых (1913)
- Светло-бронзовая медаль в память 200-летнего юбилея Гангутской победы (1915)

Иностранные:
- Офицер тунисского ордена Нишан-Ифтикар (1903)
- Иерусалимский орден Древа Животворящего креста (1904)
- Персидский орден Льва и Солнца 2-й ст. (1908)